# Bourbach-le-Bas
Bourbach-le-Bas es una comuna francesa, situada en el departamento de Alto Rin, en la región  de Alsacia.

## Demografía
| 432 | 475 | 490 | 487 | 508 | 563 |
| Para los censos de 1962 a 1999 la población legal corresponde a la población sin duplicidades (Fuente: INSEE [Consultar]) |     |     |     |     |     |